# Eating Out 3: All You Can Eat
Eating Out 3: All You Can Eat es una película de 2009, secuela de Eating Out y Eating Out 2: Sloppy Seconds. Los únicos personajes que regresan son Tiffani y la tía Helen.

## Sinopsis
Luego del funeral de Marc y Kyle (los cuales habían muerto después de ser atropellados por el autobús de Celine Dion que iba por un camino incorrecto, justo cuando ellos se estaban dando sexo oral el uno al otro en su coche), la madre de este último, Helen (Mink Stole) se contacta con su sobrino, Casey (Daniel Skelton), al cual le da el número de Tiffani (Rebekah Kochan), amiga de Kyle. Esta contrata al joven para trabajar en su salón "Nail Me". Se unen a un centro LGBT local para que Casey pueda ser voluntario en un próximo evento, por lo cual conoce al hermoso Zack (Chris Salvatore), un visitante frecuente. Es así que Tiffani y Casey deciden crear un perfil falso en internet usando la imagen del atractivo exnovio de Tiffani, Ryan ... lo cual funciona bien hasta que el verdadero Ryan (Michael ER Walker) aparece. Éste finge ser gay para fastidiar a Tiffani, por lo que acepta salir con Zack, pero luego lo deja. Zack encuentra Casey con quien hablar, pero luego se entera de que ambos habían mentido. Tanto Ryan y Tiffani querían ayudar a que Casey y Zack estén juntos, por lo que los encerraron en una habitación para obligarlos a hablar. Pero el problema no se resolvió, por lo que Ryan, a pesar de ser heterosexual, decide desnudarse y meterse en un trío con tal que los dos estén juntos. Sólo después de mucho esfuerzo, varios consejos de la tía Helen y su mentor Harry, y tras una audaz aventura sexual, puede que Casey sepa cómo enderezar las cosas y quizás, encontrar finalmente el amor que ha estado buscando.

## Reparto
- Rebekah Kochan es Tiffani von der Sloot.
- Daniel Skelton es Casey.
- Chris Salvatore es Zack.
- Michael E.R. Walker es Ryan.
- Mink Stole es Aunt Helen.
- Leslie Jordan es Harry.
- John Stallings es Lionel.
- Julia Cho es Tandy.
- Sumalee Montano es Pam.
- Christina Balmores es Candy.
- Tabitha Taylor es Tabitha.
- Maximiliano Torandell es Ernesto.

## Franquicia
Eating Out 3 es la tercera película de la franquicia Eating Out. Dos secuelas adicionales, Eating Out 4: Drama Camp y Eating Out 5: The Open Weekend se encuentran actualmente en producción simultánea.

## Recepción
Eating Out 3 tiene actualmente un 17% en Rotten Tomatoes, Convirtiéndose en el segundo más alto crítica Eating Out tiene un 16% y la segunda película tiene un 44%Eating Out 2: Sloppy Seconds.